# Магнитоэлектроника
Магнитоэлектроника — раздел науки и техники, изучающий магнитные явления, взаимодействия и процессы, а также приборы, устройства и схемы, основанные на их применении и используемые в технике. Магнитоэлектронные приборы способны выполнять все функции современных технических систем: усиление сигналов (усилители, мазеры), их преобразование (трансформаторы), хранение (память или запоминающие устройства), переключение каналов (циркуляторы, реле). Компонентная база магнитоэлектроники включает микроиндуктивности, антенны, магниторезистивные датчки и т. д. Основными сферами применения магнитоэлектроники являются радиотехника, связь, телевидение, радиолокация, военная техника.